# Colin Archer
Colin Archer (22 de Julho de 1832 – 8 de Fevereiro de 1921) foi um arquitecto e construtor naval norueguês de Larvik. Os seus pais emigraram da Escócia para a Noruega em 1825.
Ele, e o seu estaleiro naval, eram conhecidos por construirem navios seguros e duráveis. O navio mais conhecido foi o Fram, que fez parte de várias expedições ao Polo Norte e, mais tarde, ao Polo Sul, com Roald Amundsen na Expedição de Amundsen ao Polo Sul; o Fram encontra-se em Bygdøy, Oslo, no Museu Fram. Archer também desenhou uma classe de navios robustos para a Redningsselskapet (Instituição Norueguesa de Barcos Salva-vidas), utilizados durante anos e actualmente referidos como os Colin Archer; o prototipo, "Colin Archer RS 1", ainda navega e é utilizado como museu-flutuante. 
Archer pasou muito tempo a calcular como é que um casco eficiente podia ser construído. Aínda hoje os seus estudos são consultados quando se desenha um navio. Archer terá desenhado mais de 200 navios.
Os desenhos de Archer foram adaptados para barcos de recreio no século XX. Em 1904, construíu um barco para o escritor Robert Erskine Childers chamado Asgard; o barco está num museu e é considerado o "iate mais importante na história da Irlanda".

## Homenagens
Dois navios de salvamento têm o nome de Archer: o Colin Archer de 1893 e o Colin Archer salva-vidas. A Península Colin Archer, na Ilha Devon, Nunavut, também tem o seu nome. A corrida de barcos The Colin Archer Memorial Race, também recebeu o seu nome. 